# Camerata (zeelelies)
De Camerata is een onderklasse van uitgestorven gesteelde zeelelies uit het Paleozoïcum. Deze dieren ontstonden in het vroege Ordovicium en stierven uit gedurende de Perm-Trias-massa-extinctie. Hun grootste diversiteit bereikten ze tijdens het Mississippien. Ze behoorden tot de vroegste crinoïden. Cameraten zijn de zustergroep van de Pentacrinoidea, die alle andere crinoïden bevat (inclusief levende soorten). De twee grootste subgroepen van de cameraten zijn de orden Diplobathrida en Monobathrida.

## Anatomie
Anatomisch worden ze onderscheiden door:
- vergroeide verbindingen tussen de platen van de kop
- brachiale platen geïntegreerd in de kop
- tegmen die een stevig dak boven de mond vormen
- niet minder dan tien en soms een zeer groot aantal vrije armen, vaak geveerd